# Унгарски форинт
Форинтът (на унгарски: forint) е националната парична единица на Унгария, въведена на 1 август 1946 г. с цел замяна на дотогавашната хиперинфлационна парична единица пенгьо (унгарското пенгьо държи световния рекорд по хиперинфлация, най-голямата деноминация е била 1021 пенгьо).
1 форинт се равнява на 100 филери, но това разделение е по-скоро историческо, тъй като от средата на 90-те години на ХХ век няма монета с по-малка стойност от 1 форинт. Филерите са спрени напълно от производство през 1999 г. Валутата се произвежда от Унгарската национална банка.  Очаквало се е унгарският форинт да бъде заменен от евро през 2014 г.
Форинт е бил името на парична единица на Унгария между 1325 и 1553 г., а също между 1867 и 1892 г. Думата идва от италиански език, от името на град Флоренция.